# Panthalis fauveli
Panthalis fauveli är en ringmaskart som beskrevs av Pettibone 1989. Panthalis fauveli ingår i släktet Panthalis och familjen Acoetidae. Inga underarter finns listade i Catalogue of Life.